# Catedrala Adormirea Maicii Domnului din Szentendre
Catedrala Adormirea Maicii Domnului din Szentendre este un lăcaș de cult ortodox, catedrala Episcopiei de Buda.

## Istoric
Patriarhul Arsenie al III-lea, refugiat din Imperiul Otoman în teritoriul controlat de Sfântul Imperiu Roman, a solicitat autorităților imperiale în anul 1696 alocarea unui domeniu pentru Eparhia de Buda. În urma acestei cereri a primit dreptul de a se stabili la Szentendre, împreună cu numeroși refugiați sârbi.
Catedrala a fost construită în prima jumătate a secolului al XVIII-lea în stil baroc. Primul episcop hirotonit în acest lăcaș a fost Dionisie Novacovici, în anul 1749. În 1761 Novacovici a fost mutat în Transilvania, în pofida lipsei acordului în acest sens din partea mitropolitului Pavel Nenadovici. 
Din 1786 până în 1790 a slujit în această catedrală episcopul Ștefan Stratimirovici, după care a devenit mitropolit de Carloviț.